# Griechische Eishockeyliga 1992
Die Saison 1992 war die vierte Spielzeit der griechischen Eishockeyliga, der höchsten griechischen Eishockeyspielklasse. Meister wurde zum ersten Mal in der Vereinsgeschichte überhaupt Iptameni Pagodromoi Athen.